# کاسل ولی (یوتا)
کاسل ولی (به انگلیسی: Castle Valley) شهری در ایالت یوتا کشور ایالات متحده آمریکا است که جمعیت آن در سرشماری سال ۲۰۱۰ میلادی، ۳۱۹ نفر بوده‌است.